# Vallenay
Vallenay is een gemeente in het Franse departement Cher (regio Centre-Val de Loire) en telt 719 inwoners (2005). De plaats maakt deel uit van het arrondissement Saint-Amand-Montrond. In de gemeente ligt spoorwegstation Bigny.

## Geografie
De oppervlakte van Vallenay bedraagt 26,0 km², de bevolkingsdichtheid is 27,7 inwoners per km².
De onderstaande kaart toont de ligging van Vallenay met de belangrijkste infrastructuur en aangrenzende gemeenten.

## Demografie
Onderstaande figuur toont het verloop van het inwonertal (bron: INSEE-tellingen).